# Густаво Алатристе
Густаво Алатристе Родригес (на испански: Gustavo Alatriste Rodríguez) е мексикански продуцент, режисьор и актьор.

## Биография
Роден е на 25 август 1922 година в град Мексико. Придобива известност през 1961 година, когато продуцира филма на Луис Бунюел „Виридиана“ („Viridiana“, 1961), главната роля в който изпълнява тогавашната му съпруга Силвия Пинал. През следващите години работят заедно в „Ангелът унищожител“ („El ángel exterminador“, 1962) и незавършения „Симон Пустинника“ („Simón del desierto“, 1965).
Алатристе продължава да работи като продуцент, а от 1970-те години режисира и свои филми. Умира на 22 юли 2006 година в Хюстън.